# Римешть (Шушань, Вилча)
Римешть, Римешті (рум. Râmești) — село у повіті Вилча в Румунії. Входить до складу комуни Шушань.
Село розташоване на відстані 158 км на захід від Бухареста, 62 км на південь від Римніку-Вилчі, 36 км на північний схід від Крайови.

## Населення
За даними перепису населення 2002 року у селі проживали 1302 особи, усі — румуни. Рідною мовою 1301 особа (99,9%) назвала румунську.